# Eguga
Eguga (łac. Diocesis Egugensis) – stolica historycznej diecezji w Cesarstwie rzymskim w prowincji Afryka Prokonsularna, sufragania metropolii Kartagina. Współcześnie w Tunezji. Obecnie katolickie biskupstwo tytularne.

## Biskupi tytularni
| Lp. | Biskup                    | Funkcja                                    | Od                | Do                   |
| --- | ------------------------- | ------------------------------------------ | ----------------- | -------------------- |
| 1   | Bonifacio Yeung Fuk-tseuk | biskup pomocniczy Kantonu (Chiny)          | 26 marca 1931     | 23 lutego 1938       |
| 2   | Vito Chang Tso-huan       | wikariusz apostolski Xinyang (Chiny)       | 8 lipca 1941      | 11 kwietnia 1946     |
| 3   | Louis-Amédée Lefèvre      | wikariusz apostolski Rabatu (Maroko)       | 10 kwietnia 1947  | 14 września 1955     |
| 4   | Gustave Raballand         | wikariusz apostolski Phnom Penh (Kambodża) | 29 lutego 1956    | 13 stycznia 1973     |
| 5   | Antoine Hubert Thijssen   | emerytowany biskup Larantuka (Indonezja)   | 23 lutego 1973    | 7 czerwca 1982       |
| 6   | Marc Leclerc              | biskup pomocniczy Quebecu (Kanada)         | 17 lipca 1982     | 3 stycznia 2005      |
| 7   | Gilles Lemay              | biskup pomocniczy Quebecu (Kanada)         | 11 lutego 2005    | 22 lutego 2011       |
| 8   | Michael Byrnes            | biskup pomocniczy Detroit (USA)            | 22 marca 2011     | 31 października 2016 |
| 9   | Gerard Battersby          | biskup pomocniczy Detroit (USA)            | 23 listopada 2016 | 19 marca 2024        |
| 10  | Iván Dornelles            | biskup pomocniczy Buenos Aires (Argentyna) | 19 czerwca 2024   |                      |